# Верин-Сасуник
Верин-Сасуник (арм. Վերին Սասունիկ) — село в центре Арагацотнской области, Армения. Село расположено в 24 км к северо-западу от города Аштарака, в 2 км к юго-западу от села Аван, в 4 км к юго-востоку от села Лернарот и в 5 км к северу от села Кош, которое расположено на трассе Ереван — Гюмри.
Все местные жители покинули село в 1960 году и переселились в основанное в 1955 году другое село Сасуник (также Нор-Сасуник, что переводится, как Новый Сасуник). Село было вновь заселено в 1989 году.
26 октября 2008 года в ряде общин (в том числе и в Верин-Сасунике) проходили выборы в органы местного самоуправления. После проведения выборов в ряде общин выборы были признаны недействительными и был назначен пересчёт голосов (а в других случаях и новые выборы). В частности, это связано с тем, что разница между набранными голосами у кандидатов на должность главы общины Верин-Сасуник была очень маленькой. Здесь кандидат от РПА Геворк Саркисян получил 35 голосов, а беспартийные Анатолий Григорян и Самвел Багдасарян — 31 и 36 голосов соответственно.
По данным «Кавказского календаря» 1912 года, в селе Караджалар Эчмиадзинского уезда Эриванской губернии жило 360 человек, в основном азербайджанцев, указанных как «татары».